# 타키 키무라
타키 키무라(영어: Taky kimura, 1924년 3월 12일 ~ 2021년 1월 7일)은 미국의 절권도인이자 영화배우이다. 이소룡의 제자이기도 하다.

## 상세
그는 1959년에 이소룡을 만나 친하게 지내며 절권도를 배우기 시작했다.
후에 사망유희에 출연할 예정이었으나 이소룡이 1973년 7월 20일에 갑작스럽게 사망하면서 1978년 편집본에서는 그의 분량이 전부 사라지는 바람에 영화에서 등장하지 못했다.